# Trolejbusová doprava v Eberswalde

Mapa trolejbusové sítě v Eberswalde

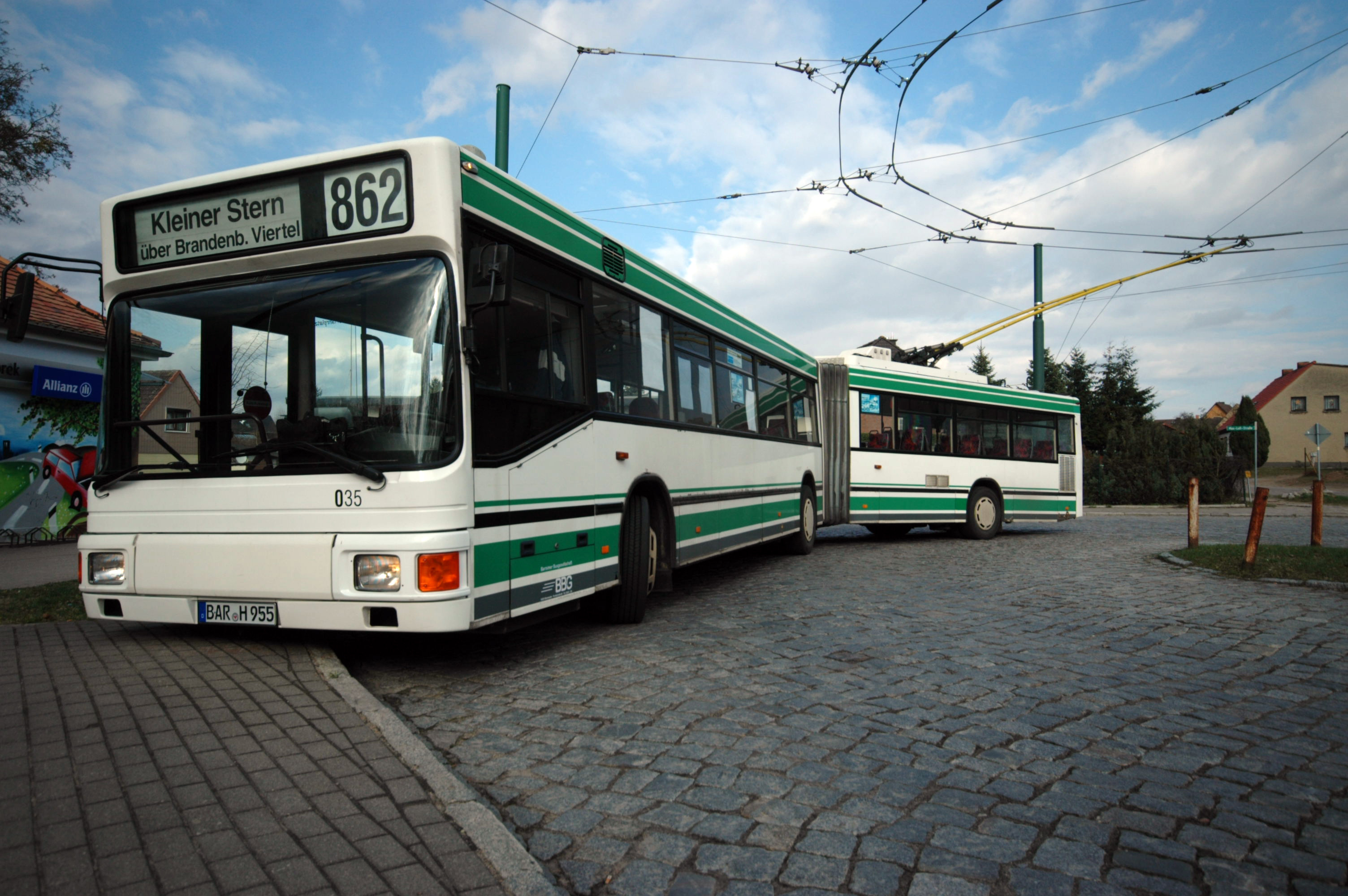
Kloubový trolejbus ÖAF/Gräf & Stift v Eberswalde

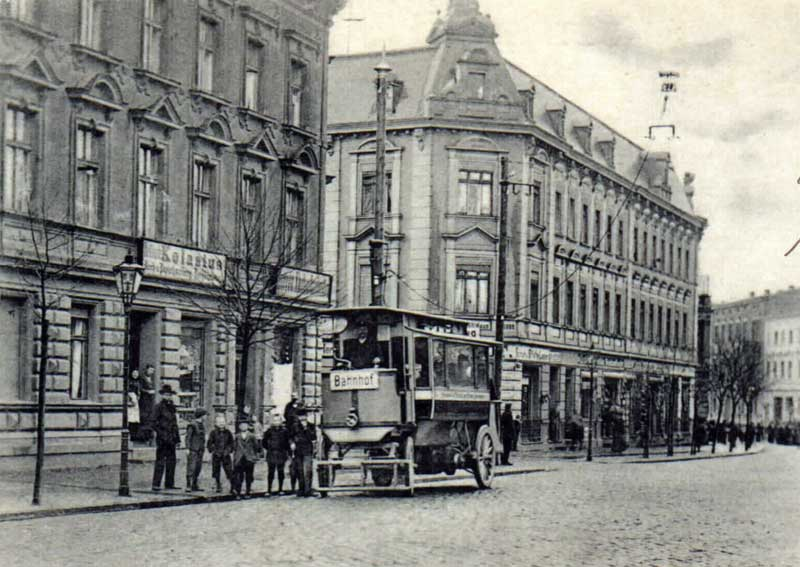
Historicky první z trolejbusů v Eberswalde na začátku 20. století

Eberswalde je jedním ze tří měst v Německu, kde se nachází síť trolejbusové dopravy. Tvoří ji jen dvě linky; jedná se tedy o provoz velmi malý.

## Historie

### První experimenty
Poprvé se trolejbusy objevily ve městě dočasně v roce 1901 (nazývány byly bezkolejová dráha, německy Gleislose Bahn) a jezdily pouze pár měsíců. Prvními trolejbusy se staly upravené omnibusy, které byly dříve tažené koňmi a bodovaly na Světové výstavě v Paříži téhož roku. Jejich návrhářem byl Lombard Gérin. Provozovatelem se pak stala společnost Compagnie de Traction par Trolley Automoteur in Paris. Provoz (jediná trať o délce 1 km) nakonec zanikl kvůli technickým problémům, ještě o několik let později se však konaly s trolejbusy zkoušky. Dominantními se následně tak staly tramvaje.

### Přelom první a druhé poloviny minulého století

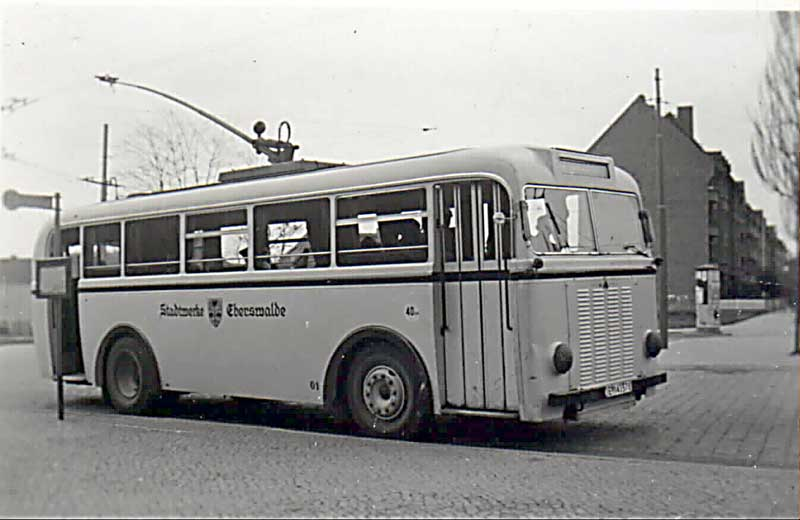
Jeden z prvních trolejbusů v Eberswalde (1940)

Trvalý provoz pak začal 3. listopadu 1940 na trase Westend – Artillerie-Kaserne s deseti trolejbusy domácí výroby od firmy MAN (elektrickou výzbroj dodal švýcarský podnik BBC). Jezdilo se na 6,1 km tratí a technickým zázemím se stala vozovna Bergerstraße. Zajímavostí eberswaldských trolejbusů bylo, že na střeše každého vozu se nacházel pouze jeden sběrač, který ale měl dvě nezávislé sběrací botky. Tento poměrně unikátní systém byl v roce 1951 přestavěn na klasický dvousběračový.
Ke konci druhé světové války byl provoz těžce poškozen (paradoxně útokem německých vzdušných sil), po osvobození se tak začalo po etapách s rekonstrukcí. Mezi lety 1947 a 1951 se však pravidelná doprava musela přerušit, důvodem byly problémy ohledně provozování samotných trolejbusů. Obnovení přišlo spolu s novými vozy typu Lowa, které na rozdíl od původních trolejbusů typu MAN měly klasicky uspořádané sběrače. Jednalo se o vozy domácí výroby.
Roku 1953 se také zavedlo označení dvou linek (S1, S2) původně odlišených barvami (červená a bílá)
Na konci 50. let se místní dopravní podnik rozhodl pro pořízení trolejbusů z tehdejšího Československa. Jednalo se o trolejbusy typů Škoda 8Tr, které jezdily také v Praze, a Škoda 9Tr. Oba typy vozidel byly provozovány s vlečnými vozy (až do poloviny 80. let 20. století). Československé trolejbusy byly dodávány až do roku 1970. Vzhledem k regulaci výroby trolejbusů, kterou zavedla RVHP, nebylo možné, aby NDR vyrobila vozy standardní koncepce sama.

### Rozvoj trolejbusové dopravy a nákup Ikarusů

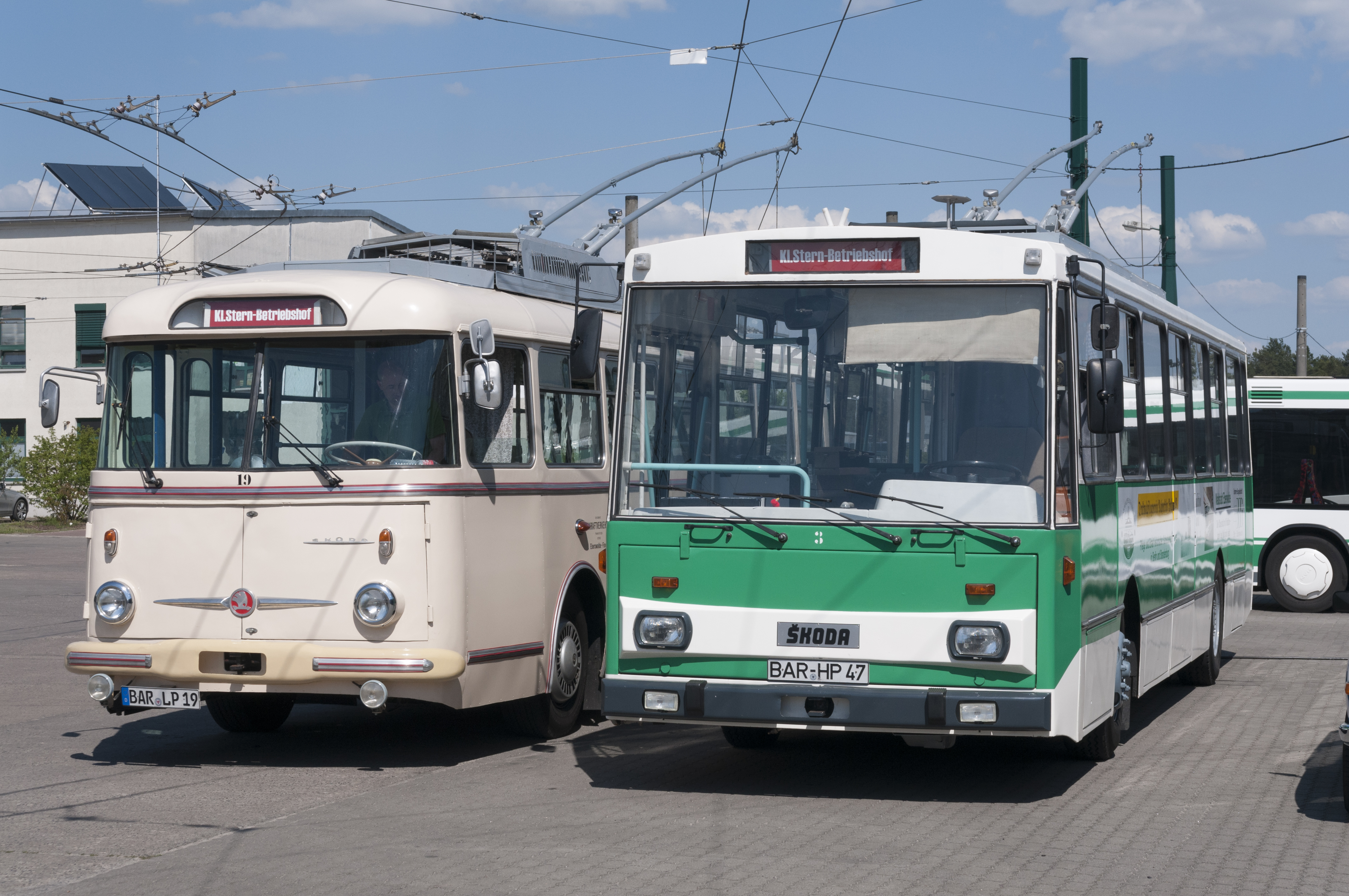
Škoda 9Tr společně se Škodou 14Tr již jako historická vozidla na začátku 21. století

Rozšiřování sítě probíhalo sice pomalu, v roce 1973 však byla zprovozněna trať, vedoucí do čtvrti Nordend o délce 1,9 km a ukončená blokovou smyčkou. O další dva roky později pak došlo opět k obnovení místního vozového parku, když dorazily další trolejbusy 9Tr ze zrušeného trolejbusového provozu v Drážďanech. Tehdy se ale počítalo, podobně jako v jiných zemích (například ČSSR), se zrušením trolejbusového provozu. V tomto období zanikla drtivá většina trolejbusových sítí v NDR.
Rozhodnutí o zrušení trolejbusového provozu však vzhledem k ropné krizi a renesanci elektrické trakce nakonec nepadlo; v 80. letech se nakoupily nové trolejbusy typu Škoda 14Tr, a to pro všechny tři tehdy v NDR existující sítě – samo Eberswalde tak získalo celkem tři trolejbusy tohoto typu. Velké dopravní vytížení se však ukázalo jako problém; kloubová varianta k 14Tr tehdy ještě neexistovala a na rozdíl od 9Tr nebylo možné nové vozy provozovat s vleky. V dubnu 1984 pak byly vyřazeny poslední z trolejbusů typu Škoda 8Tr.
Jako řešení tohoto problému proto byly zvoleny kloubové vozy maďarské výroby typu Ikarus 280T. Tyto úspěšně nahradily v letech 1985 a 1986 předchozí 9Tr původem z ČSSR, provoz s vlečnými vozy byl ukončen. Všechny tři trolejbusy typu 14Tr byly na dlouhou dobu odstaveny a v prosinci 1989 byly předány do Postupimi.

### 90. léta a současnost
Škoda 15Tr, dlouho očekávaný kloubový trolejbus vyrobený na bázi vozu 14Tr, se zde sice krátce po svém uvedení do výroby zkoušel (v listopadu 1989), rozhodlo se nakonec ale tato vozidla nepořídit. Obnova a vyřazení většiny Ikarusů přišlo až po zhroucení socialismu a s rozšířením nabídky nových vozidel. Znovu tak vyjely trolejbusy původem z Německa, a to typ ÖAF/Gräf & Stift. Všechny Ikarusy byly do roku 2000 vyřazeny. Zůstaly pak v provozu pouze kloubové trolejbusy ÖAF/Gräf & Stift (15 kusů), které byly na dvou linkách. Od roku 2010 byly trolejbusy ÖAF/Gräf & Stift nahrazovány novými rovněž kloubovými trolejbusy Solaris Trollino 18 (12 kusů).